# Яромір Змргал
Яромір Змргал (чеськ. Jaromír Zmrhal, нар. 2 серпня 1993, Жатець) — чеський футболіст, півзахисник словацького клубу «Слован». Був гравцем національної збірної Чехії.

## Клубна кар'єра
Свою футбольну кар'єру розпочав у клубі «Славой» (Жатець), звідки перейшов до молодіжної команди спочатку «Хмела» (Блшани), а потім і «Славії».

### Славія (Прага)
Влітку 2012 року, напередодні старту Гамбрінус ліги сезону 2012/13 років, був переведений до першої команди. Дебютував за «Славію» 30 липня 2012 року в матчі першого туру чемпіонату проти «Височини», в якому на 76-ій хвилині замінив Степана Кореша. Матч завершився з нічийним рахунком, 3:3. Дебютним голом у футболці «Славії» відзначився 23 серпня 2012 року на 69-ій хвилині матчу національного чемпіонату проти «Збройовки» (Брно), встановивши рахунок 3:0 на користь празького клубу. Фінальний свисток у тому поєдинку зафіксував перемогу «Славії» з рахунком 5:0.
23 серпня 2014 року у 5-му турі чеського чемпіонату став автором переможного голу у воротах «Вікторії» (Пльзень) (1:0). 27 вересня 2015 року Яромір Змргал у матчі празького дербі, проти «Спарти», став автором єдиного та переможного голу «Славії» (1:0).
Після семи років, проведених у «Славії», влітку 2019 приєднався до складу італійської «Брешії», яка саме після тривалої перерви розпочинала змагання у вищому дивізіоні країни. Протягом сезону 2019/20 провів 21 гру у Серії A, проте не зумів допомогти «Брешії» втриматися в еліті, і наступний сезон починав у другому італійському дивізіоні.
У лютому 2021 року повернувся на батьківщину, де до завершення сезону грав на умовах оренди грав за команду «Млада Болеслав», а влітку того ж року на умовах повноцінного контракту став гравцем словацького «Слована» (Братислава).

## Виступи за збірні
14 листопада 2012 року головний тренер молодіжної збірної Чехії Якуб Доволіл надав шанс Яроміру дебютувати за чеську молодіжку в стартовому складі проти однолітків зі Швеції. Змргал відіграв перший тайм поєдинку. 22 березня 2013 року відіграв увесь матч проти збірної України, який завершився з рахунком 1:1. Протягом 2012—2015 років залучався до складу молодіжної збірної Чехії. На молодіжному рівні зіграв у 21 офіційному матчі, забив 1 гол.
Був учасником Молодіжного чемпіонату Європи 2015 року в Празі, Оломоуці та Угерске Градішті.
11 жовтня 2016 року під керівництвом Карела Яролима дебютував у складі національної збірної Чехії в Остраві в нічийному (0:0) матчі кваліфікації проти Азербайджану. Яромір вийшов на поле на 74-ій хвилині замість Їржі Скалака. Протягом чотирьох сезонів провів у формі головної команди країни 15 матчів, забивши 1 м'яч.

## Статистика виступів

### Статистика клубних виступів
Станом на 14 лютого 2021
| Сезон              | Команда            | Чемпіонат          | Чемпіонат | Чемпіонат | Національний кубок | Національний кубок | Національний кубок | Континентальні кубки | Континентальні кубки | Континентальні кубки | Інші змагання | Інші змагання | Інші змагання | Усього | Усього | Усього |
| Сезон              | Команда            | Ліга               | Ігор      | Голів     | Ліга               | Ігор               | Голів              | Ліга                 | Ігор                 | Голів                | Ліга          | Ігор          | Голів         | Ігор   | Голів  |        |
| ------------------ | ------------------ | ------------------ | --------- | --------- | ------------------ | ------------------ | ------------------ | -------------------- | -------------------- | -------------------- | ------------- | ------------- | ------------- | ------ | ------ | ------ |
| 2012–13            | «Славія»           | 1.Л                | 28        | 1         | КЧ                 | 0                  | 0                  | -                    | -                    | -                    | -             | -             | -             | 28     | 1      |        |
| 2013–14            | «Славія»           | 1.Л                | 29        | 0         | КЧ                 | 4                  | 0                  | -                    | -                    | -                    | -             | -             | -             | 33     | 0      |        |
| 2014–15            | «Славія»           | 1.Л                | 26        | 4         | КЧ                 | 1                  | 0                  | -                    | -                    | -                    | -             | -             | -             | 27     | 4      |        |
| 2015–16            | «Славія»           | 1.Л                | 27        | 4         | КЧ                 | 2                  | 2                  | -                    | -                    | -                    | -             | -             | -             | 29     | 6      |        |
| 2016–17            | «Славія»           | 1.Л                | 30        | 7         | КЧ                 | 4                  | 0                  | ЛЄ                   | 5                    | 0                    | -             | -             | -             | 39     | 7      |        |
| 2017–18            | «Славія»           | 1.Л                | 21        | 5         | КЧ                 | 3                  | 0                  | ЛЧ+ЛЄ                | 3+5                  | 0                    | -             | -             | -             | 32     | 5      |        |
| 2018–19            | «Славія»           | 1.Л                | 22+1      | 4         | КЧ                 | 1                  | 0                  | ЛЧ+ЛЄ                | 2+12                 | 0+2                  | -             | -             | -             | 38     | 6      |        |
| лип.-серп. 2019    | «Славія»           | 1.Л                | 3         | 1         | КЧ                 | 0                  | 0                  | ЛЧ                   | 0                    | 0                    | СЧС           | 1             | 0             | 4      | 1      |        |
| Усього за «Славію» | Усього за «Славію» | Усього за «Славію» | 186+1     | 26        |                    | 15                 | 0                  |                      | 27                   | 2                    |               | 1             | 0             | 230    | 28     |        |
| серп. 2019–20      | «Брешія»           | A                  | 21        | 2         | КІ                 | 1                  | 0                  | -                    | -                    | -                    | -             | -             | -             | 22     | 2      |        |
| 2020-лют. 2021     | «Брешія»           | B                  | 7         | 0         | КІ                 | 0                  | 0                  | -                    | -                    | -                    | -             | -             | -             | 7      | 0      |        |
| Усього за «Брешію» | Усього за «Брешію» | Усього за «Брешію» | 28        | 2         |                    | 1                  | 0                  |                      | -                    | -                    |               | -             | -             | 29     | 2      |        |
| лют.-черв. 2021    | «Млада Болеслав»   | 1.Л                | 2         | 0         | КЧ                 | -                  | -                  | -                    | -                    | -                    | -             | -             | -             | 2      | 0      |        |
| Усього за кар'єру  | Усього за кар'єру  | Усього за кар'єру  | 209+1     | 28        |                    | 16                 | 0                  |                      | 27                   | 2                    |               | 1             | 0             | 254    | 30     |        |

### Статистика виступів за збірну
| Дата       | Місто            | Господарі  | Результат | Гості             | Турнір                               | Голи | Примітки |
| ---------- | ---------------- | ---------- | --------- | ----------------- | ------------------------------------ | ---- | -------- |
| 11-10-2016 | Острава          | Чехія      | 0 – 0     | Азербайджан       | Відбір до ЧС 2018                    | -    | 74'      |
| 11-11-2016 | Прага            | Чехія      | 2 – 1     | Норвегія          | Відбір до ЧС 2018                    | 1    |          |
| 15-11-2016 | Млада Болеслав   | Чехія      | 1 – 1     | Данія             | товариський матч                     | -    | 66'      |
| 22-3-2017  | Усті-над-Лабою   | Чехія      | 3 – 0     | Литва             | товариський матч                     | -    | 45'      |
| 26-3-2017  | Серравалле       | Сан-Марино | 0 – 6     | Чехія             | Відбір до ЧС 2018                    | -    | 67'      |
| 5-6-2017   | Брюссель         | Бельгія    | 2 – 1     | Чехія             | товариський матч                     | -    | 77'      |
| 10-6-2017  | Осло             | Норвегія   | 1 – 1     | Чехія             | Відбір до ЧС 2018                    | -    | 43'      |
| 1-9-2017   | Прага            | Чехія      | 1 – 2     | Німеччина         | Відбір до ЧС 2018                    | -    | 89'      |
| 6-9-2018   | Угерске Градіште | Чехія      | 1 – 2     | Україна           | Ліга націй УЄФА 2018-2019 - 1-й етап | -    | 45'      |
| 10-9-2018  | Ростов-на-Дону   | Росія      | 5 – 1     | Чехія             | товариський матч                     | -    |          |
| 13-10-2018 | Трнава           | Словаччина | 1 – 2     | Чехія             | Ліга націй УЄФА 2018-2019 - 1-й етап | -    |          |
| 16-10-2018 | Київ             | Україна    | 1 – 0     | Чехія             | Ліга націй УЄФА 2018-2019 - 1-й етап | -    | 67'      |
| 26-3-2019  | Прага            | Чехія      | 1 – 3     | Бразилія          | товариський матч                     | -    | 84'      |
| 11-10-2019 | Прага            | Чехія      | 2 – 1     | Англія            | Відбір до ЧЄ 2020                    | -    | 90'      |
| 14-10-2019 | Прага            | Чехія      | 2 – 3     | Північна Ірландія | товариський матч                     | -    | 45'      |
| Усього     |                  | Матчів     | 15        |                   | Голів                                | 1    |          |

## Титули і досягнення
- Чемпіон Чехії (2):

«Славія» (Прага): 2016-17, 2018–19
- Володар Кубка Чехії (2):

«Славія» (Прага): 2017-18, 2018–19
- Чемпіон Словаччини (2):

«Слован»: 2021-22, 2022-23